# Fairchild XC-120 Packplane
Le Fairchild XC-120 Packplane est un prototype d'avion de transport militaire, développé à partir du C-119 Flying Boxcar. L'avion dispose d'une soute cargo démontable située sous le fuselage.

## Historique

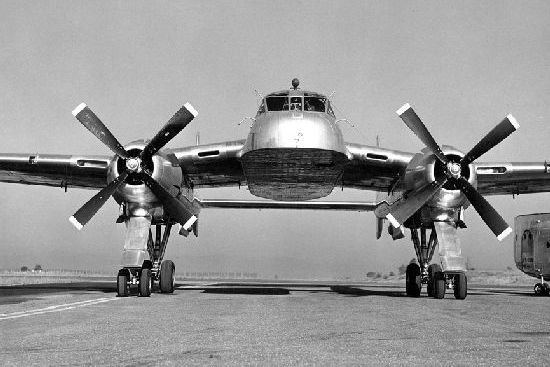
Vue de face du XC-120, sans la soute cargo.

C'est un C-119 qui est utilisé pour servir de base. La partie inférieure du fuselage est découpée et les ailes rabaissées, la partie supérieure du fuselage étant alors située plus haut par rapport au sol. Le train avant étant situé sur la soute cargo, il est nécessaire d'installer des petites roues en avant du train principal, afin de garder l'équilibre de l'avion, une fois la soute enlevée. 
Le prototype effectue son premier vol le 11 août 1950. L'avion fut testé intensivement au début des années 1950 en particulier par l'Air Proving Ground Command (en) sur l'Eglin Air Force Base, en Floride. Il fit aussi de nombreuses apparitions spectacle aérien à la même époque. Toutefois, le projet fut finalement abandonné en 1952 et le seul appareil finit à la ferraille.